# Gallium(II)-sulfid
Gallium(II)-sulfid ist eine anorganische chemische Verbindung des Galliums aus der Gruppe der Sulfide.

## Gewinnung und Darstellung
Gallium(II)-sulfid kann durch Reaktion von Gallium mit Schwefel bei 1100 °C gewonnen werden.
{\displaystyle \mathrm {Ga+S\longrightarrow GaS} }

## Eigenschaften
Gallium(II)-sulfid ist ein gelber Feststoff in blättchenartiger Form, der gegenüber Wasser beständig ist. Er ist bei 900–950 °C im Hochvakuum zu hexagonalen Säulen sublimierbar und besitzt eine hexagonale Kristallstruktur mit der Raumgruppe P63/mmc (Raumgruppen-Nr. 194) und den Gitterparametern a = 358,5 pm und c = 1550 pm.

## Verwendung
Durch Reaktion mit Gallium im Vakuum bei 710 °C kann Gallium(I)-sulfid gewonnen werden.
{\displaystyle \mathrm {Ga+GaS\longrightarrow Ga_{2}S} }